# Eddie Miller
Edwin B. Miller, detto Eddie (New Rochelle, 18 giugno 1931 – Boca Raton, 9 aprile 2014), è stato un cestista statunitense, professionista nella NBA.

## Carriera
Venne selezionato dai Milwaukee Hawks al secondo giro del Draft NBA 1952 (10ª scelta assoluta).